# Recopa Sudamericana 2013
La Recopa Sudamericana 2013, denominada por motivos comerciales Recopa Santander Sudamericana 2013, fue la vigésimo primera edición del torneo organizado por la Confederación Sudamericana de Fútbol, que enfrenta anualmente al campeón de la Copa Libertadores de América con el campeón de la Copa Sudamericana.
La disputaron los cuadros brasileños de Corinthians, campeón de la Copa Libertadores 2012, y São Paulo, vencedor de la Copa Sudamericana 2012. Los partidos se jugaron en los estadios Morumbi y Pacaembú de la ciudad de São Paulo, los días 3 y 17 de julio de 2013, respectivamente. Tras ganar los dos encuentros con marcadores de 2-1 —como visitante— y 2-0 —en condición de local—, Corinthians se coronó campeón, alcanzando su primera consagración en la competencia.

## Equipos participantes
|  | Corinthians |  | Bandera de Brasil |  | Campeón de la Copa Libertadores (2012) |
|  | São Paulo   |  | Bandera de Brasil |  | Campeón de la Copa Sudamericana (2012) |

## Sedes
| São Paulo                      | São Paulo                      |
| ------------------------------ | ------------------------------ |
| Estadio de Morumbi             | Estadio de Pacaembú            |
| Capacidad: 72.039 espectadores | Capacidad: 48.000 espectadores |
|                                |                                |

## Resultados
| Bandera de Brasil | vs. | Bandera de Brasil |
| Corinthians 2     | vs. | São Paulo 1 0     |

### Partido de ida
| 3 de julio de 2013, 21:50 (UTC-3) | São Paulo   | 1:2 (0:1) | Corinthians                | Estadio de Morumbi, São Paulo                                       |                                                                     |
|                                   | Aloísio 46' | Reporte   | Guerrero 28' · Augusto 75' | Asistencia: 31 691 espectadores Árbitro(s): Ricardo Marques Ribeiro | Asistencia: 31 691 espectadores Árbitro(s): Ricardo Marques Ribeiro |

| 1          | POR        | Rogério Ceni    |     |
| 23         | DEF        | Douglas Pereira | 45' |
| 3          | DEF        | Lúcio           |     |
| 2          | DEF        | Rafael Tolói    |     |
| 16         | DEF        | Juan            |     |
| 7          | MED        | Rodrigo Caio    |     |
| 15         | MED        | Denílson        | 78' |
| 8          | MED        | Ganso           | 45' |
| 10         | MED        | Jadson          |     |
| 9          | DEL        | Luís Fabiano    |     |
| 17         | DEL        | Osvaldo         |     |
| Entrenador | Entrenador | Ney Franco      |     |

| 12         | POR        | Cássio Ramos   |     |
| 21         | DEF        | Edenílson      |     |
| 4          | DEF        | Gil            |     |
| 13         | DEF        | Paulo André    |     |
| 6          | DEF        | Fábio Santos   |     |
| 5          | MED        | Ralf           |     |
| 19         | MED        | Guilherme      |     |
| 20         | MED        | Danilo         | 27' |
| 17         | MED        | Romarinho      |     |
| 11         | DEL        | Emerson Sheik  | 81' |
| 9          | DEL        | Paolo Guerrero |     |
| Entrenador | Entrenador | Tite           |     |

| 5  | MED | Wellington        | 45' |
| 19 | DEL | Aloísio           | 45' |
| 20 | MED | Lucas Evangelista | 78' |

| 10 | MED | Douglas        | 27' 52' |
| 8  | MED | Renato Augusto | 52'     |
| 18 | MED | Ibson          | 82'     |

| Anotado | 46' | Aloísio | 1:1 |

| Anotado | 28' | Paolo Guerrero | 0:1 |
| Anotado | 75' | Renato Augusto | 1:2 |

| Amonestado | 20' | Paulo Henrique Ganso |
| Amonestado | 74' | Jadson               |
| Amonestado | 86' | Juan                 |
| Amonestado | 89' | Wellington           |

| Amonestado | 15'   | Ralf           |
| Amonestado | 40'   | Emerson        |
| Amonestado | 59'   | Renato Augusto |
| Amonestado | 90+2' | Paolo Guerrero |

| Árbitro              | Ricardo Marques Ribeiro |
| Árbitros asistentes: | Marcelo Van Gasse       |
| Árbitros asistentes: | Kleber Lucio Gil        |
| Cuarto árbitro       | Pericles Cortez         |

| 1          | POR        | Rogério Ceni    |     |
| 23         | DEF        | Douglas Pereira | 45' |
| 3          | DEF        | Lúcio           |     |
| 2          | DEF        | Rafael Tolói    |     |
| 16         | DEF        | Juan            |     |
| 7          | MED        | Rodrigo Caio    |     |
| 15         | MED        | Denílson        | 78' |
| 8          | MED        | Ganso           | 45' |
| 10         | MED        | Jadson          |     |
| 9          | DEL        | Luís Fabiano    |     |
| 17         | DEL        | Osvaldo         |     |
| Entrenador | Entrenador | Ney Franco      |     |

| 12         | POR        | Cássio Ramos   |     |
| 21         | DEF        | Edenílson      |     |
| 4          | DEF        | Gil            |     |
| 13         | DEF        | Paulo André    |     |
| 6          | DEF        | Fábio Santos   |     |
| 5          | MED        | Ralf           |     |
| 19         | MED        | Guilherme      |     |
| 20         | MED        | Danilo         | 27' |
| 17         | MED        | Romarinho      |     |
| 11         | DEL        | Emerson Sheik  | 81' |
| 9          | DEL        | Paolo Guerrero |     |
| Entrenador | Entrenador | Tite           |     |

| 5  | MED | Wellington        | 45' |
| 19 | DEL | Aloísio           | 45' |
| 20 | MED | Lucas Evangelista | 78' |

| 10 | MED | Douglas        | 27' 52' |
| 8  | MED | Renato Augusto | 52'     |
| 18 | MED | Ibson          | 82'     |

| Anotado | 46' | Aloísio | 1:1 |

| Anotado | 28' | Paolo Guerrero | 0:1 |
| Anotado | 75' | Renato Augusto | 1:2 |

| Amonestado | 20' | Paulo Henrique Ganso |
| Amonestado | 74' | Jadson               |
| Amonestado | 86' | Juan                 |
| Amonestado | 89' | Wellington           |

| Amonestado | 15'   | Ralf           |
| Amonestado | 40'   | Emerson        |
| Amonestado | 59'   | Renato Augusto |
| Amonestado | 90+2' | Paolo Guerrero |

| Árbitro              | Ricardo Marques Ribeiro |
| Árbitros asistentes: | Marcelo Van Gasse       |
| Árbitros asistentes: | Kleber Lucio Gil        |
| Cuarto árbitro       | Pericles Cortez         |

### Partido de vuelta
| 17 de julio de 2013, 21:50 (UTC-3) | Corinthians                | 2:0 (1:0) | São Paulo | Estadio de Pacaembú, São Paulo      |                                     |
|                                    | Romarinho 35' · Danilo 68' | Reporte   |           | Árbitro(s): Paulo Cesar de Oliveira | Árbitro(s): Paulo Cesar de Oliveira |

| 12         | POR        | Cássio Ramos   |     |
| 21         | DEF        | Edenílson      |     |
| 4          | DEF        | Gil            |     |
| 13         | DEF        | Paulo André    |     |
| 6          | DEF        | Fábio Santos   |     |
| 5          | MED        | Ralf           |     |
| 19         | MED        | Guilherme      |     |
| 20         | MED        | Danilo         |     |
| 17         | DEL        | Romarinho      | 80' |
| 11         | DEL        | Emerson Sheik  | 88' |
| 9          | DEL        | Paolo Guerrero | 85' |
| Entrenador | Entrenador | Tite           |     |

| 1          | POR        | Rogério Ceni    |     |
| 23         | DEF        | Douglas Pereira |     |
| 3          | DEF        | Lúcio           |     |
| 2          | DEF        | Rafael Tolói    |     |
| 16         | DEF        | Juan            | 67' |
| 5          | MED        | Wellington      | 45' |
| 15         | MED        | Denílson        |     |
| 8          | MED        | Ganso           |     |
| 7          | MED        | Rodrigo Caio    |     |
| 9          | DEL        | Luís Fabiano    |     |
| 17         | DEL        | Osvaldo         |     |
| Entrenador | Entrenador | Paulo Autuori   |     |

| 8  | MED | Renato Augusto | 80' |
| 7  | DEL | Alexandre Pato | 85' |
| 18 | MED | Ibson          | 88' |

| 19 | DEL | Aloísio | 45' |
| 18 | MED | Maicon  | 67' |

| Anotado | 35' | Romarinho | 1:0 |
| Anotado | 68' | Danilo    | 2:0 |

|  |  |  |  |

| Amonestado | 32' | Danilo |

| Amonestado | 21' | Douglas |

| Árbitro              | Paulo Cesar de Oliveira |
| Árbitros asistentes: | Marcio Santiago         |
| Árbitros asistentes: | Fabricio Vilarinho      |
| Cuarto árbitro       | Wilton Sampaio          |

| 12         | POR        | Cássio Ramos   |     |
| 21         | DEF        | Edenílson      |     |
| 4          | DEF        | Gil            |     |
| 13         | DEF        | Paulo André    |     |
| 6          | DEF        | Fábio Santos   |     |
| 5          | MED        | Ralf           |     |
| 19         | MED        | Guilherme      |     |
| 20         | MED        | Danilo         |     |
| 17         | DEL        | Romarinho      | 80' |
| 11         | DEL        | Emerson Sheik  | 88' |
| 9          | DEL        | Paolo Guerrero | 85' |
| Entrenador | Entrenador | Tite           |     |

| 1          | POR        | Rogério Ceni    |     |
| 23         | DEF        | Douglas Pereira |     |
| 3          | DEF        | Lúcio           |     |
| 2          | DEF        | Rafael Tolói    |     |
| 16         | DEF        | Juan            | 67' |
| 5          | MED        | Wellington      | 45' |
| 15         | MED        | Denílson        |     |
| 8          | MED        | Ganso           |     |
| 7          | MED        | Rodrigo Caio    |     |
| 9          | DEL        | Luís Fabiano    |     |
| 17         | DEL        | Osvaldo         |     |
| Entrenador | Entrenador | Paulo Autuori   |     |

| 8  | MED | Renato Augusto | 80' |
| 7  | DEL | Alexandre Pato | 85' |
| 18 | MED | Ibson          | 88' |

| 19 | DEL | Aloísio | 45' |
| 18 | MED | Maicon  | 67' |

| Anotado | 35' | Romarinho | 1:0 |
| Anotado | 68' | Danilo    | 2:0 |

|  |  |  |  |

| Amonestado | 32' | Danilo |

| Amonestado | 21' | Douglas |

| Árbitro              | Paulo Cesar de Oliveira |
| Árbitros asistentes: | Marcio Santiago         |
| Árbitros asistentes: | Fabricio Vilarinho      |
| Cuarto árbitro       | Wilton Sampaio          |

|                                 |
| Bandera de Brasil               |
| Campeón Corinthians 1.er título |